# Kalcerrytus merretti
Espèce
Kalcerrytus merretti est une espèce d'araignées aranéomorphes de la famille des Salticidae.

## Distribution
Cette espèce est endémique du Brésil. Elle se rencontre en Amazonas et au Pará.

## Publication originale
- Galiano, 2000 : Descripción de Kalcerrytus, nuevo género (Araneae, Salticidae). Physis (Secciones C), Buenos Aires, vol. 57, no 132/133, p. 53-71.